# Mermaid Melody - Principesse Sirene (album)
Principesse sirene - Mermaid Melody è l'album della colonna sonora italiana dell'anime omonimo, pubblicato nel 2007 da RTI Music. Il disco comprende la sigla e 11 canzoni cantate dai personaggi della serie.

## Tracce
1. Sol Bontempi – Mermaid Melody (testo: Milagrosa Ortiz Martìn – musica: Dario Bontempi)
2. Denise Misseri, Elisabetta Cavalli, Francesca Daprati – Dolce melodia (testo: Max Longhi, Giorgio Vanni – musica: Max Longhi, Giorgio Vanni)
3. Denise Misseri – Torno all'oceano (testo: Graziella Caliandro – musica: Cristiano Macrì)
4. Elisabetta Cavalli – Fantastica poesia (testo: Antonietta Ruggiero – musica: Antonio d'Ambrosio)
5. Daniela Rando – Voce del buio (testo: Graziella Caliandro – musica: Fausto Cogliati)
6. Elisabetta Cavalli – Portami con te (testo: Graziella Caliandro – musica: Goffredo Orlandi)
7. Francesca Daprati – Concerto d'amore (testo: Graziella Caliandro – musica: Danilo Bernardi, Giuseppe Zanca)
8. Valentina Ponzone, Claudia d'Ulisse – Battito d'amore (testo: Max Longhi, Giorgio Vanni – musica: Max Longhi, Giorgio Vanni)
9. Francesca Daprati – Stella preziosa (testo: Graziella Caliandro – musica: Valeriano Chiaravalle)
10. Valeria Caponnetto Delleani – Assoluto amore (testo: Graziella Caliandro – musica: Cristiano Macrì)
11. Elena Tavernini – La nostra forza (testo: Milagrosa Ortiz Martìn – musica: Dario Bontempi)
12. Denise Misseri – Dolce melodia (vrs. carillon) (testo: Max Longhi, Giorgio Vanni – musica: Max Longhi, Giorgio Vanni)

## Produzione
- Paolo Paltrinieri – Direzione artistica e produzione discografica
- Fabrizio Martini – Assistenza musicale per Opera srl
- Marina Arena – Coordinamento
- Michele Muti – Coordinamento
- Giuseppe Spada – Grafica
- Enrico Fabris – Mastering all'RTI Recording Studio, Cologno Monzese (MI)

## Produzione e formazione dei brani
Per tutti i brani tranne Dolce melodia (vrs. carillon)
- Gisella Cozzo – cori
- Nadia Biondini – cori
- Vera Quarleri – cori
- Giacinto Livia – cori
- Stefania Camera – cori
- Simona Scuto – cori
- Roberto Oreti – cori

### Mermaid Melody
- Sol Bontempi – voce
- Antonio d'Ambrosio – arrangiamento, tastiera, chitarra, programmazione

### Dolce melodia
- Denise Misseri – voce
- Elisabetta Cavalli – voce
- Francesca Daprati – voce
- Max Longhi – arrangiamento, tastiera, programmazione
- Giorgio Vanni, Fabio Gargiulo[senza fonte] – chitarre

### Torno all'oceano
- Denise Misseri – voce
- Cristiano Macrì – tastiera, chitarre, programmazione

### Fantastica poesia
- Elisabetta Cavalli – voce
- Antonio d'Ambrosio – tastiera, programmazione

### Voce del buio
- Daniela Rando  – voce
- Fausto Cogliati – tastiera, chitarre, programmazione

### Portami con te
- Elisabetta Cavalli – voce
- Goffredo Orlandi – tastiera, programmazione

### Concerto d'amore
- Francesca Daprati – voce
- Danilo Bernardi – tastiera, programmazione
- Giuseppe Zanca – chitarra, basso[senza fonte]

### Battito d'amore
- Valentina Ponzone – voce
- Claudia d'Ulisse – voce
- Max Longhi – arrangiamento, tastiera, programmazione
- Giorgio Vanni, Fabio Gargiulo[senza fonte] – chitarre

### Stella preziosa
- Francesca Daprati – voce
- Valeriano Chiaravalle – tastiera, programmazione

### Assoluto amore
- Valeria Caponnetto Delleani – voce
- Cristiano Macrì – tastiera, chitarra, programmazione

### La nostra forza
- Elena Tavernini – voce
- Dario Bontempi – tastiera, chitarra, programmazione

### Dolce melodia (vrs. carillon)
- Denise Misseri – voce
- Max Longhi – arrangiamento, tastiera, programmazione

## Ristampe
Di questo album vennero fatte due ristampe: 

### La colonna sonora delle Principesse Sirene - Mermaid Melody
La prima ristampa, pubblicata il 13 giugno 2008 da RTI Music, presenta un titolo diverso, una copertina diversa e tre bonus track:
1. Valeria Caponnetto Delleani – Dolce melodia (vrs. carillon)
2. Elena Tavernini – Voce del buio
3. Daniela Rando – La nostra forza

### Mermaid Melody - Canta e balla insieme alle Principesse Sirene
La seconda ristampa venne pubblicata nel 2009 da RTI Music. La copertina è quella dell'originale, la tracklist è quella della prima ristampa, ma il titolo è diverso e insieme al CD è allegato un DVD con alcuni video con il testo di alcune delle canzoni sullo schermo da cantare.